# فالتر كوغلر
فالتر كوغلر (بالألمانية: Walter Kogler)‏ (مواليد 12 ديسمبر 1967) هو لاعب كرة قدم. يلعب مع منتخب النمسا لكرة القدم. سبق له أن لعب في كأس العالم لكرة القدم مع منتخب بلاده.

## روابط خارجية
- فالتر كوغلر على موقع الاتحاد الدولي (مؤرشف)  (الإنجليزية)
- فالتر كوغلر على موقع قاعدة بيانات كرة القدم.إي يو (الإنجليزية)
- فالتر كوغلر على موقع ناشيونال فوتبول تيمز (الإنجليزية)
- فالتر كوغلر على موقع عالم كرة القدم.نت (الإنجليزية)